# Adrian Stokes (député)
Pour les articles homonymes, voir Adrian Stokes (homonymie) et Stokes.

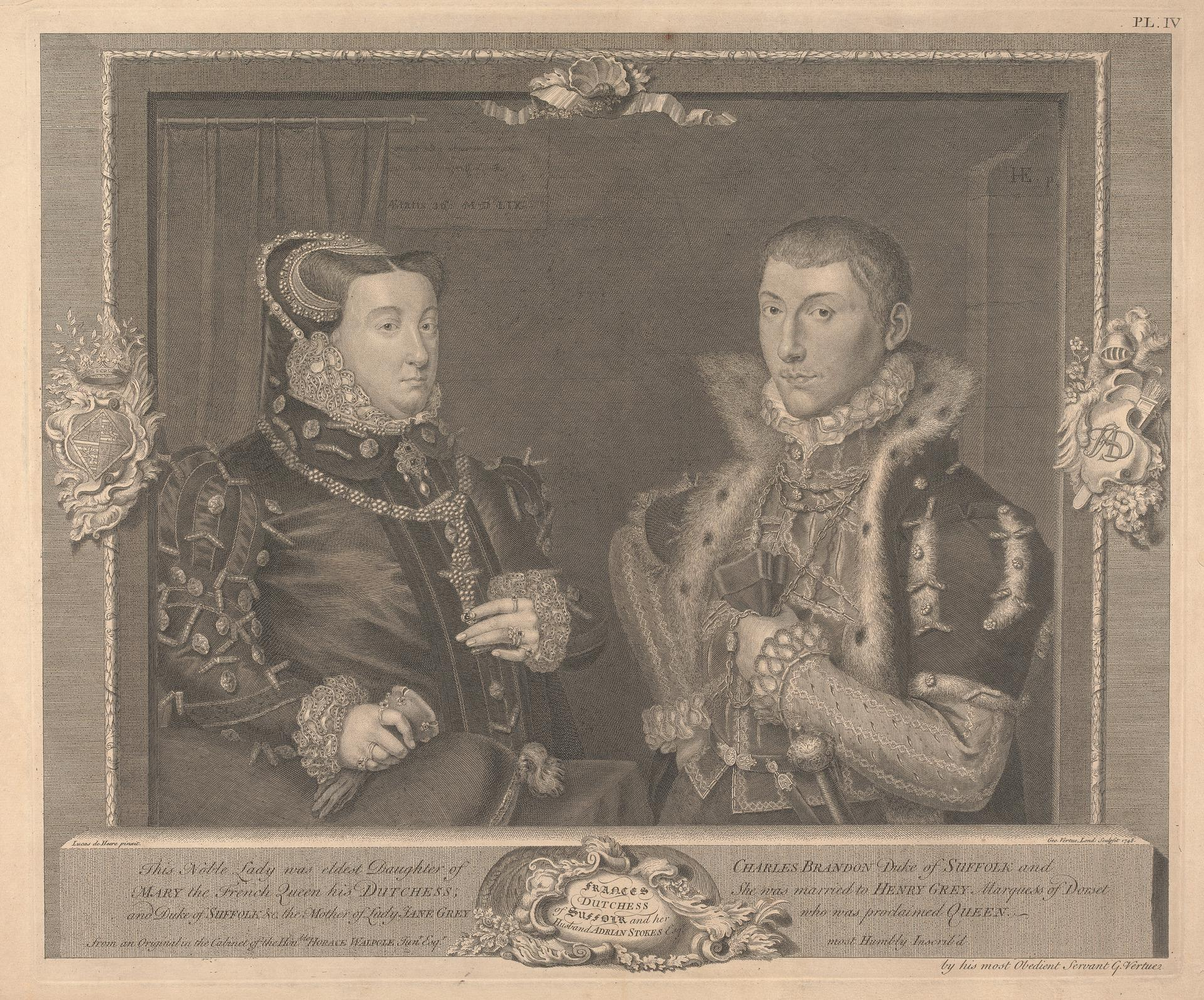
Portrait présumé, puis contesté, d'Adrian Stokes et de Frances Brandon. Réalisé en 1748 par George Vertue. Il représenterait en fait, Mary Neville et son fils Gregory Fiennes.

Adrian Stokes, né le 4 mars 1519 et mort le 30 novembre 1586, est un maître de cavalerie, courtisan et homme politique anglais. Il est le mari de Frances Brandon, duchesse de Suffolk.

## Biographie

### Origine
Les origines précises d'Adrian Stokes sont inconnues. Une hypothèse mentionne que William Stokes peut être identifié comme le frère aîné d'Adrian, et dans cette hypothèse, le père d'Adrian est Robert Stokes de Prestwold, et sa grand-mère est membre d'une famille établie de petite noblesse. Cette identification est étayée par le fait que les Stokes de Prestwold sont liés par mariage à une famille locale nommée Price dont l'un des membres, Robert Price, a considérablement bénéficié de la succession d'Adrian Stokes.

### Famille
Stokes est le maître du cavalerie de Frances Brandon, duchesse de Suffolk, et l'épouse après l'exécution de son premier mari, Henry Grey, 1er duc de Suffolk, le 1er mars 1555. À la suite de leur mariage, Elizabeth Ire, reine d'Angleterre est connue pour exprimer son envie à propos du bonheur de la duchesse de Suffolk et d'Adrian. Ils ont trois enfants, tous morts en bas âge. La duchesse de Suffolk est décédée en 1559. Adrian Stokes fait ériger un monument funéraire en albâtre à l'effigie de Frances Brandon, dans l'abbaye de Westminster, où elle est inhumée.
Stokes se remarie en 1572 avec Anne Carew, fille de Sir Nicholas Carew (en). Anne Carew est la veuve de Sir Nicholas Throckmorton, un éminent diplomate et homme politique, et avait par ce mariage déjà dix fils et trois filles.

### Fonctions politiques
Adrian Stokes est élu à la Chambre des communes anglaise (en) en tant que chevalier du comté (en) (MP) pour le Leicestershire en 1559.
Il est de nouveau élu député du Leicestershire en 1571.
Il sert comme maréchal de Newhaven en 1546, et en 1547 est un plaignant dans une affaire judiciaire pour intrusion dans le Grand Parc de Brigstock. Il est très instruit et a la réputation d'être parmi les protestants les plus virulents.